# Фриц Ландертингер
Фриц Ландертингер ( ; Кремс, 26. фебруар 1914 — Шлисељбург (СССР) 18. јануар 1943) бивши је аустријски кајакаш који се такмичио на Олимпијским играма 1936. у Берлину.
Учествовао је у трци класичних кајака једноседа К-1 на 10.000 метара и освојио сребрну медаљу.
Погиуо је за време Другог светског рата 18. јануара 1943. у Шлисељбургу код Лењинграда.